# بداية ونهاية
بداية ونهاية رواية لنجيب محفوظ صدرت عام 1949. وهي مستوحاة من قصة حقيقية لأسرة كان يعرفها نجيب محفوظ. تعالج الرواية حياة أسرة فقيرة تتكون من الأمّ وأبنائها الأربعة تعيش على راتب تقاعد الأب المتوفى. والرواية ذات طابع تراجيدي، فيها تتبع وتصوير تعقيد الحياة وعلاقات الأفراد، والتقاء التفاعلات الاجتماعية مع الواقع. هي أول رواية لمحفوظ تحوّل إلى فيلم سينمائي (عام 1960 من إخراج صلاح أبو سيف). وقد حوّلت عام 1993 إلى فيلم مكسيكي.
ملخصها
تحكي هذه القصة عن حياة الاسرة بعد موت والدهم ومعيلهم فتتعب الام في تربية ابنائها فمن جهة ابنها البكر حسن عاطل عن العمل وابنها حسنين الذي يقع في حب فتاة ليست من طبقتهم وحسين الطيب وابنتها نفيسة التي تصبح عاهرة بعد ان خذلها حبيبها السابق.
الأحداث المأساوية تكشف عن الفجوة الاجتماعية في مصر وتأثيرها على الأسرة. الرواية تسلط الضوء على معاناة الفقراء وتضحياتهم. هذا يجعلها عملاً أدبيًا مهماً لفهم الحياة الاجتماعية

## الشخصيات
الشخصيات تجسد الصراع الاجتماعي والمعاناة بوضوح. هذا يجعل من الرواية عملاً أدبيًا بارزًا. هذا التنوع في الأدوار يبني الصراعات داخل وخارج الأسرة. كل شخصية تلعب دورًا في تطور الأحداث. كل منهم يمثل جزءًا من الحياة الاجتماعية والاقتصادية التي يعيشها الناس.
- الأم: تكافح من أجل تربية أبنائها بعد وفاة الأب.
- حسن الابن الأكبر: عاطل عن العمل.
- حسنين: يقع في حب فتاة ليست من طبقتهم.
- حسين: يضحي بطموحه في دراسة الطب ليعمل موظفًا
- نفيسة تنجرف نحو الخطيئة بعد خيبة حب

## تيمة الموت
تيمة الموت في رواية بداية ونهاية لنجيب محفوظ تتجلى منذ الصفحات الأولى إذ تبدأ الرواية بحدث وفاة الأب وهو الحدث المفصلي الذي تنبني عليه كل التحولات اللاحقة في حياة الأسرة ويتخذ الموت في الرواية أشكالا متعددة فيكون مرة حدثا واقعيا ومرة رمزا للخذلان أو للفشل أو للقبح كما في حال نفيسة ويظهر الموت أيضا كمخرج وحيد من واقع مأزوم لم تتمكن الشخصيات من تغييره أو التكيف معه ويتحول نهر النيل رمز الحياة إلى رمز للموت حين تختاره نفيسة ثم حسنين ليضعا فيه حدا لمعاناتهما ولعذاب الضمير ولرفض المجتمع لهما ويشتبك الموت في الرواية مع قضايا الوجود والعدالة الإلهية ومع سؤال المصير الإنساني في عالم فقد البوصلة وصار عنوانه الأكبر هو الفقر واليأس والانهيار الأخلاقي

## البعد الاجتماعي في الرواية
في رواية بداية ونهاية، يُبرز نجيب محفوظ البعد الاجتماعي كأحد المحاور الرئيسية التي تنعكس بعمق على الشخصيات ومسار الأحداث. تعالج الرواية قضايا اجتماعية متجذّرة في المجتمع المصري خلال النصف الأول من القرن العشرين، وفي مقدمتها الفقر والتفاوت الطبقي، حيث تُصوَّر معاناة أسرة فقيرة تحاول البقاء والارتقاء الاجتماعي وسط ظروف قاسية. يُمثّل الفقر في الرواية قوة هدامة تؤدي إلى الانحراف وفقدان القيم، ويتجلى ذلك بوضوح في مأساة شخصية نفيسة التي تقع ضحية الاستغلال بسبب الحاجة وانعدام الدعم الأسري. كما تفضح الرواية التمييز القائم على النوع الاجتماعي، حيث تُحاكم المرأة بقسوة على سلوكيات يُغضّ الطرف عنها عندما تصدر عن الرجال، ما يسلّط الضوء على ازدواجية المعايير الأخلاقية. من جهة أخرى، تظهر الأسرة كوحدة اجتماعية تعكس الصراعات الطبقية والضغوط الأخلاقية في المجتمع، إذ تتنازع فيها قيم التضحية والمصلحة الشخصية. وتوجّه الرواية نقدًا لاذعًا للقيم الزائفة، حيث تسعى الشخصيات إلى الحفاظ على مظهر الاحترام والمكانة الاجتماعية رغم الانهيار الداخلي. بذلك، ترصد الرواية بدقة التحولات الاجتماعية وتبرز تناقضات المجتمع المصري من خلال تجربة فردية ذات دلالة جماعية.

## ترجمات
ترجم الرواية إلى الإنجليزية رمسيس عوض عام 1985 عن طريق قسم النشر بالجامعة الأمريكية بالقاهرة. وترجمت إلى الإسبانية عام 1994، وإلى الألمانية عام 2002. وترجمت إلى الفرنسية عام 1996 بعنوان «يأتي الليل» (Vienne la nuit).